# De Zwaluwenberg

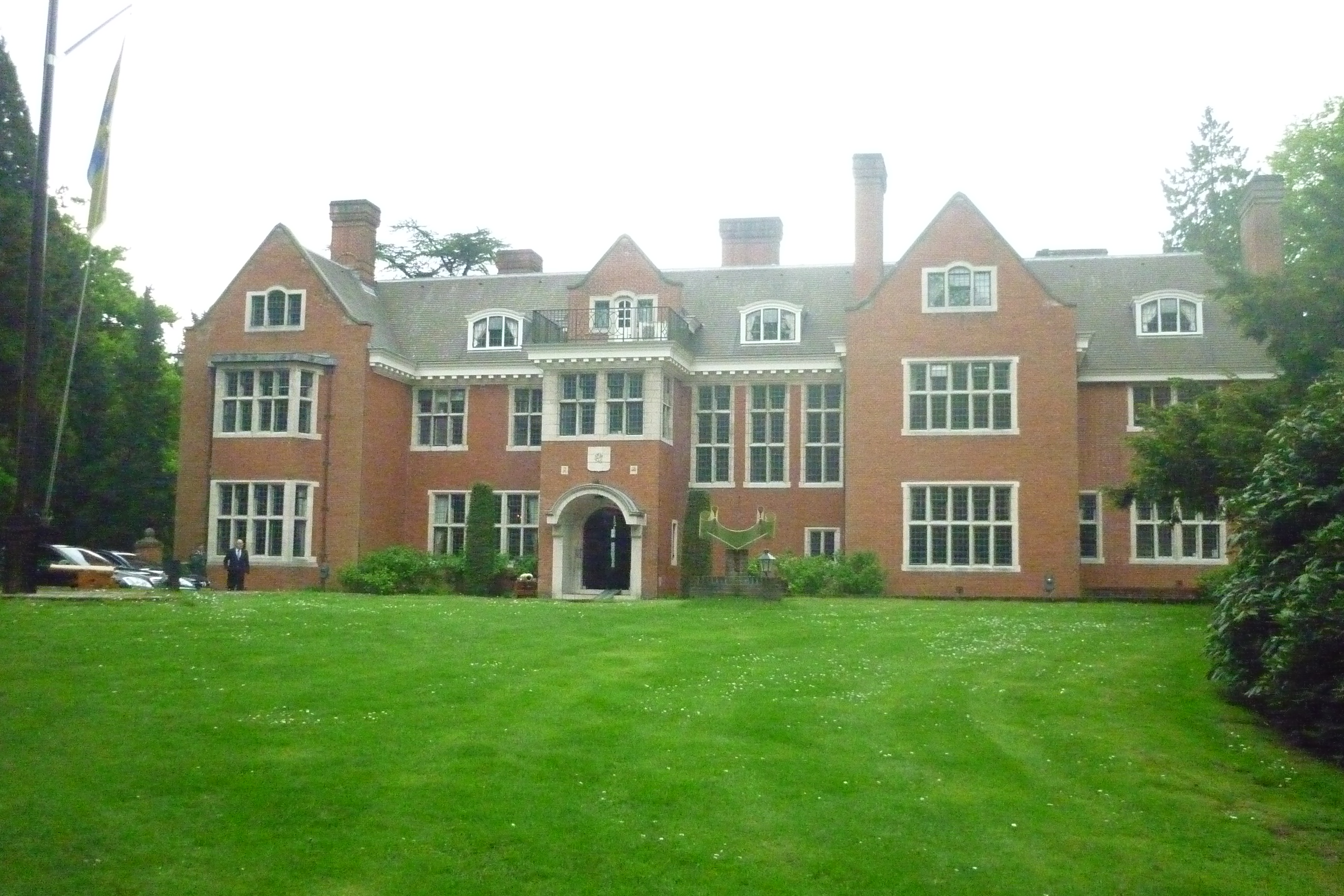
Voorkant

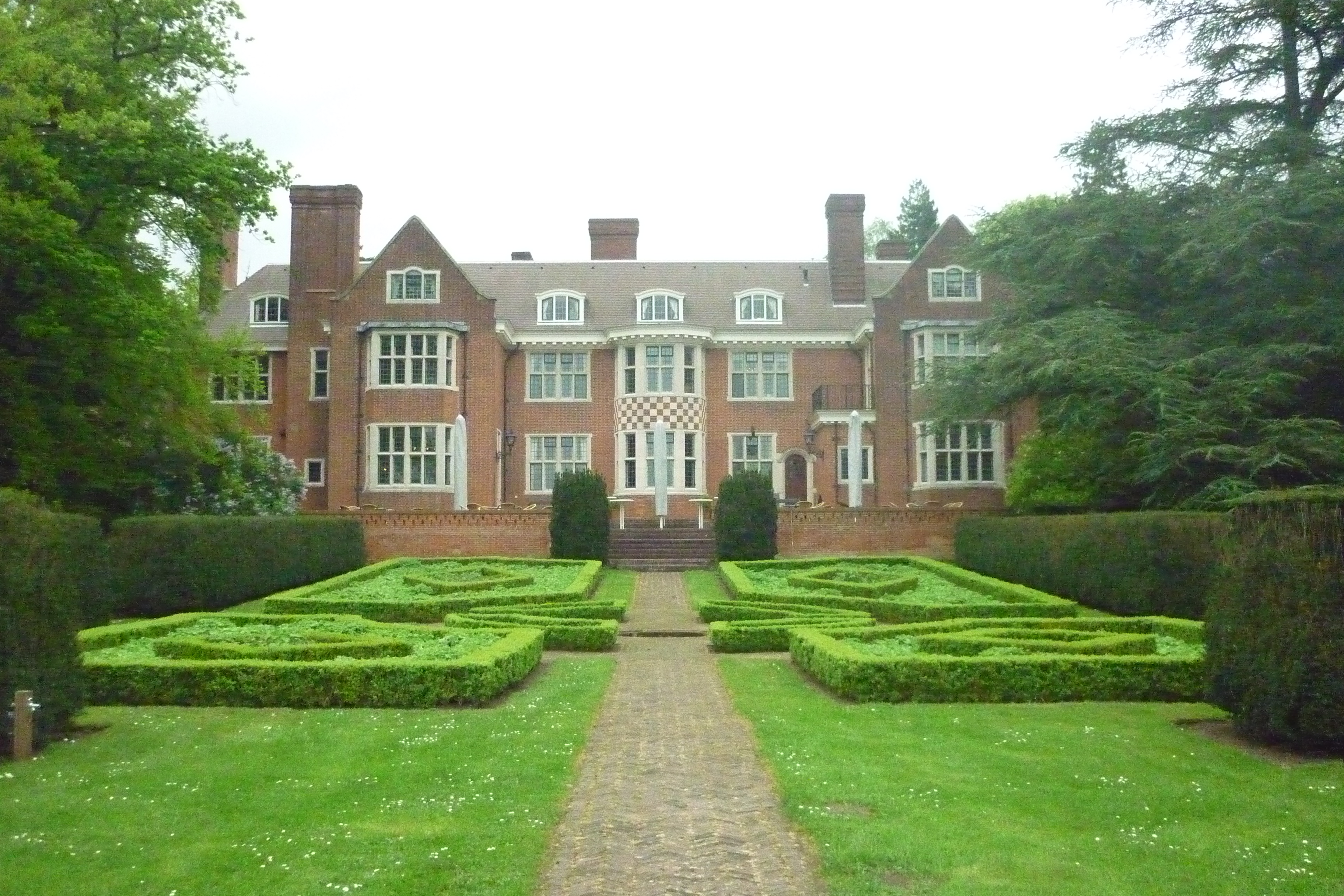
Achterkant

Landgoed De Zwaluwenberg is een landgoed in Hilversum, in de Nederlandse provincie Noord-Holland. Het landgoed is gelegen aan de Utrechtseweg 223-225. Het landhuis wordt gebruikt door de Inspecteur-generaal der Krijgsmacht en zijn staf.

## Historie van het gebied
In de Tachtigjarige Oorlog (1568-1648) werd er veel hout gekapt en ontstonden er heidevelden.  Sinds de Middeleeuwen hadden de Erfgooiers het gebruiksrecht op deze gronden. In 1837 gebeurde er iets bijzonders: de heidegronden werden geprivatiseerd. De Erfgooiers werden eigenaren van twee derde van het gebied (circa 3700 ha) en de rest (circa 1700 ha) verkocht de staat aan particulieren. De nieuwe, particuliere eigenaren hadden twee oogmerken met het landgoed, ten eerste geldbelegging en exploitatie door de productie van landbouwgewassen, vooral hout (toen een belangrijk bouwmateriaal) en ten tweede recreatie in de zomermaanden. In de negentiende eeuw werd er weer een volledig bos aangeplant met berken, beuken, eiken en dennen.
Op een kaart daterend uit 1843 werd deze omgeving aangeduid als: “De Zwaluwen Bergen”. Het behoorde oorspronkelijk tot het Gooyerbosch, dat zich in zuidelijke richting uitstrekte tot aan Maartensdijk. Eigenaren waren achtereenvolgens de familie Bodeman van 1837 tot 1842 en van 1842 tot 1885 Johannes Ruijs, makelaar te Amsterdam en broer van de Rotterdamse reder Willem Ruijs. Ruijs breidde het landgoed in de loop der jaren steeds verder uit, vooral naar het oosten. Aan de noordzijde plantte hij bos aan met slingerende wandelpaden, volgens de toen heersende ‘romantische landschapsstijl’. Daar vond de houtproductie plaats. Aan de zonniger zuidzijde (richting Utrecht) kwamen akkers en een kwekerij. Maar voor Ruijs en zijn gezin was de Zwaluwenberg allereerst een zomerhuis. Op de top van de ‘berg’ liet hij in de jaren zestig een uitkijktoren bouwen met logeerfaciliteit, de Koepel van Ruijs. Zijn rentmeester Pieter Teunis Scherpenzeel had daar zijn permanente woning. Het Gooi was toen nog zo kaal dat vanuit die toren de Zuiderzee te zien was.
De koepel werd eind 1880 door bliksem getroffen en brandde geheel af, nog voordat de brandweer uit Hilversum gearriveerd was. Ruijs liet op dezelfde plaats voor zijn rentmeester een nieuwe woning bouwen alsmede een aantal schuren, een koetshuis en een apart verblijf voor zichzelf.

## Wandelgebied, zandafgraving en beoogd villapark
Bijzonder van de Zwaluwenberg was dat het particuliere terrein doorsneden werd door een aantal openbare wegen die voor iedereen toegankelijk bleven. Er werd door de Hilversummers veel gewandeld en dat gaf Ruijs aanleiding om na de brand op de bergtop ook een publiek theehuis en een speeltuin aan te laten leggen. Een grote attractie was het doolhof. De aanleg van de in 1874 geopende spoorlijn Hilversum - Utrecht, dwars door zijn terrein, is voor Ruijs een bron van grote ergernis geweest. Hierdoor werd zijn bezit in tweeën gedeeld, wat het beheer van zijn land zeer bemoeilijkte. Johannes Ruijs stierf in 1883. Zijn zoon en erfgenaam Jan Daniël deed de buitenplaats in de verkoop.
Van 1885 tot 1900 was de Zwaluwenberg in handen van de familie Copijn, boomkwekers en tuinarchitecten te Groenekan. De nieuwe eigenaren gebruikten de buitenplaats uitsluitend voor de zandafgraving. De hele zuidpunt van de Zwaluwenberg is als zand via de aanliggende spoorlijn naar Amsterdam vervoerd, waar het diende als fundering van de nieuwbouw in Oost, met name van de Indische Buurt. Ook voor ophoging van spoorlijnen had Amsterdam een bijna onverzadigbare zandhonger. Van 1900 tot 1912 was het landgoed vervolgens in bezit van De Nederlandsche Bouwmaatschappij, een projectontwikkelaar in Amsterdam. Die wilde een villapark ontwikkelen, zoals het Nimrodpark en het Diergaardepark in Hilversum. De beoogde 43 kleine villa’s waren vooral in het romantische bos aan de noordzijde (richting Hilversum) geprojecteerd. Copijn had van de zuidkant van het buiten immers weinig fraais overgelaten. Het gemeentebestuur heeft hier rond 1910 uiteindelijk een stokje voor gestoken.
Niet alleen financiële maar ook sociale argumenten gaven de doorslag, want het landgoed was nog altijd een populaire wandelplaats. Voor de projectontwikkelaar was de lol er af. Weer ging de Zwaluwenberg in de verkoop. Overigens hadden zowel Copijn als ook de Bouwmaatschappij het theehuis en de speeltuin goed onderhouden en in bedrijf gelaten. De Hilversumse wandelaars zijn dus niets tekortgekomen. In 1903 waren er zelfs openluchtvoorstellingen onder regie van de Hilversumse pionierster op dat gebied, Amy Grothe-Twiss.

## Zwaluwenberg in Engelse sferen
In 1914 (andere bronnen vermelden 1912) werd de Zwaluwenberg gekocht door jonkheer Ernestus de Pesters, toentertijd directeur binnenland van de Beierse Bierbrouwerij De Amstel. Hij was de zoon en neef van de twee oprichters van deze brouwerij, te weten Charles Antoin de Pesters (1842-1915) en Johan Hendrik van Marwijk Kooy (1847-1916).
Architect Fouke Kuypers kreeg de opdracht om op het hoogste punt van het gebied de Zwaluwenberg een villa te bouwen. Naar de wens van Grace MacColl, de half Schotse / half Nederlandse echtgenote van Ernestus de Pesters werd de villa in Engelse landhuisstijl gebouwd. Ook de tuin werd in Engelse stijl aangelegd. De eerste steen wordt gelegd op 18 juli 1916 door de zoon van De Pesters. Het gezin had vier kinderen, twee Engelse gouvernantes en een dienstbode. Het landgoed was toen 35 ha groot. Later werd het zuidelijk gedeelte van het landgoed verkocht aan het Goois Natuurreservaat, zodoende is de huidige oppervlakte nog 17 ha.

## Militair gebruik

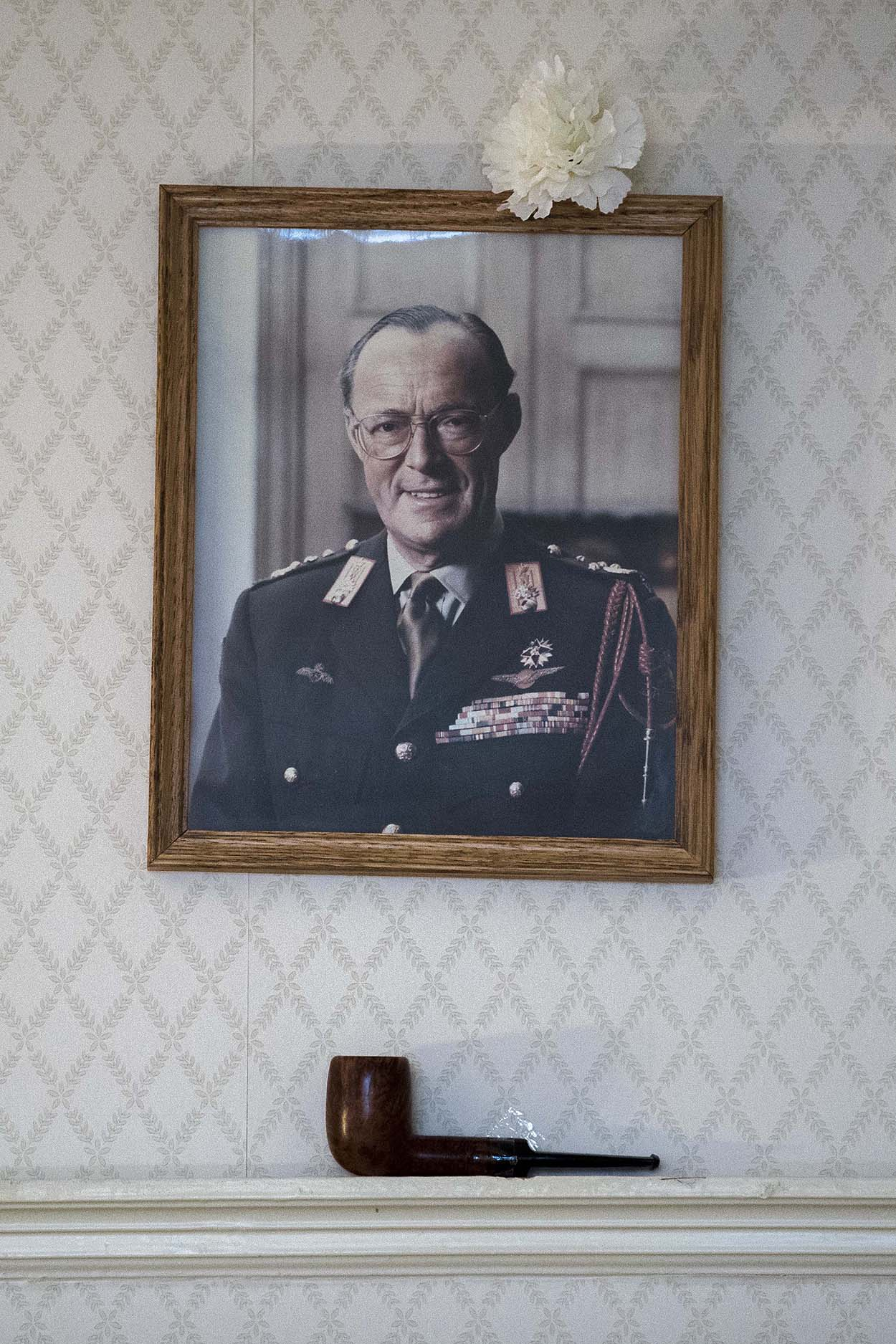
Prins Bernhard

In 1933 overleed mevrouw De Pesters-MacColl en verliet de familie het landgoed. Jonkheer De Pesters zelf ging in Wenen wonen, de kinderen bleven in Nederland. De villa heeft nog korte tijd een internaat gehuisvest. Vervolgens bleef het huis tot 1939 leeg staan. Toen werd het met 50 andere leegstaande grote huizen in Hilversum gevorderd voor de legering van militairen tijdens de mobilisatieperiode. Vervolgens werd het in de Tweede Wereldoorlog gebruikt door de Duitse bezetters om er een zogenaamde FLAK luchtafweereenheid en een brandweereenheid in onder te brengen. De Duitse legerleiding liet het huis aansluiten op de waterleiding. In 1945 werd er een Canadese verbindingseenheid in ondergebracht en in 1946 werd er door defensie een huurcontract overeengekomen met de familie De Pesters. De Pesters woonde tijdens de Tweede Wereldoorlog in Zwitserland en bleef formeel tot 1951 eigenaar van de Zwaluwenberg. Pas daarna kwam het landgoed officieel in bezit van de Staat der Nederlanden. Vanaf 1946 is het in gebruik gegeven aan de inspecteur-generaal der Krijgsmacht en zijn staf. Veel van de inrichting en aankleding van de Zwaluwenberg herinnert nog aan de bijna dertig jaar waarin Prins Bernhard hier als Inspecteur-Generaal ‘de dienst uitmaakte’.

## Kenmerken van het huis
Bij de toegang tot het landgoed staat een conciërgewoning. De villa staat ver van de weg, aan het einde van een met beuken omzoomde oprijlaan. Het is een Engels landhuis met veel forse schoorstenen en erkers. Het gebouw is rechthoekig van vorm met de as in de oost-west richting en een L-vormige uitbouw aan de westzijde. Er zijn twee representatieve gevels, de noord- en de zuidgevel.
Een Engels landhuis heeft vrijwel standaard rode bakstenen gevels, zo ook dit huis. De kozijnen, vensterbanken, gevelstenen en traptreden zijn vervaardigd van natuursteen. In de noordgevel bevindt zich de toegangsdeur in een natuurstenen portiek. Rechts naast de voordeur bevindt zich een herinneringsplateau. Boven de deur bevond zich het ingemetselde familiewapen van de De Pesters, geflankeerd door een roos en een tulp, die de band tussen de Engelse (roos) en Nederlandse (tulp) echtelieden symboliseert. In 1966 werd het familiewapen vervangen door het embleem van de IGK (Inspecteur Generaal van de Krijgsmacht). Het familiewapen werd overhandigd aan de familie De Pesters.
De zuidgevel biedt zicht op de tuin; een stenen terras en trappartij vormen de overgang van het huis naar de tuin. Opmerkelijk is, dat het grote terras vanuit het huis door slechts twee smalle deuren toegankelijk is. De linkergevel bevat openslaande deuren in een Engelse bay-window (erker). Daar bevindt zich een architectonische tuin met elementen uitgevoerd in rode baksteen.

## Indeling van het huis

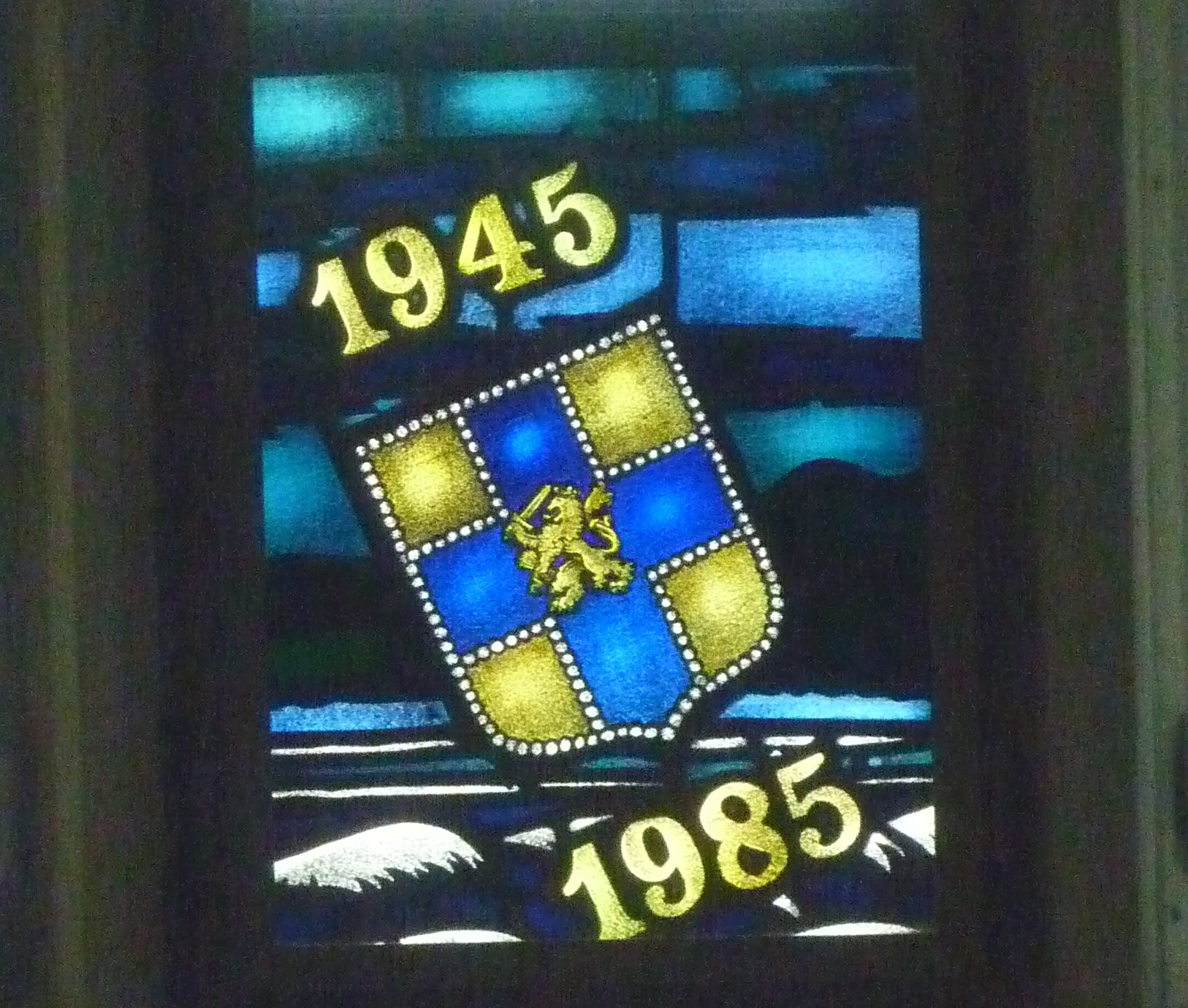
Raam in de hal

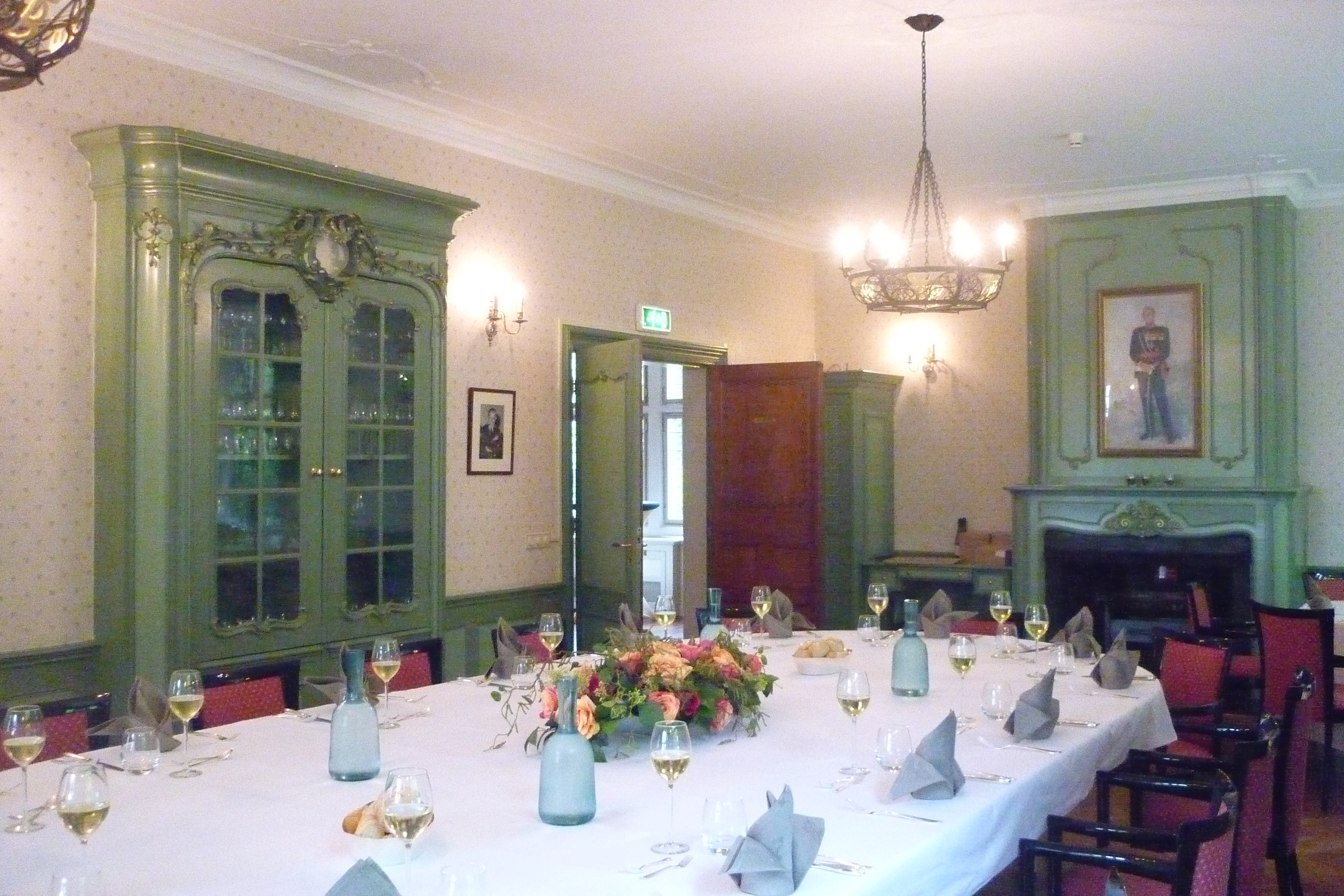
Prins Bernhardkamer

De kelderverdieping strekt zich uit onder het hele huis. Hier bevindt zich een garderobe en opslagruimtes.
Op de begane grond bevinden zich:
- De Hal:

Via een vestibule komt men in een grote vierkante hal. Deze lijkt te zijn ontworpen voor stijlvolle ontvangsten en partijen. Mevrouw De Pesters was een groot liefhebber van ballet en onderhield persoonlijke banden met bekende dansers. In de hal heeft Anna Pavlova privé-voorstellingen gegeven. Aan het plafond hangt een uit geweren opgebouwde ‘kroonluchter’.
- De Leerkamer:

Hier kregen de kinderen De Pesters les van hun gouvernante, vandaar de benaming 'leerkamer'. Tegenwoordig is de kamer in gebruik als vergaderruimte.
- De Prins Bernhardkamer:

In de tijd van de familie De Pesters was dit de "living room". Openslaande deuren aan de oostkant bieden uitzicht op de tuin aan de zuidkant. Deze zaal is geheel gewijd aan de tijd dat de Prins Inspecteur-Generaal van de Krijgsmacht was.
De Herenkamer is nu de officierszitkamer en is door een deur verbonden met de hal en de eetkamer.
- De Eetkamer:

Deze kamer heeft een prachtige betimmering en is nog steeds als eetkamer in gebruik.
De overige ruimten op de begane grond zijn in gebruik door de huishoudelijke dienst.
Op de eerste verdieping zijn de bureaus en werkruimten voor de IGK en zijn staf. Ook op deze verdieping zijn alle kamers voorzien van een open haard. Op de tweede verdieping bevinden zich ook diverse bureaus en logeermogelijkheden.

## De tuin
In de voortuin is een klein formeel perk aangelegd voor de hoofdingang, verder noordwaarts heeft de natuur haar gang kunnen gaan. Slechts een heel klein deel is aangelegd.
De achtertuin is in de jaren twintig aangelegd door tuinarchitect B.C. van den Steenhoven. De stijl wordt omschreven als een synthese tussen de lossere romantische landschapsstijl en de stijl van een typische Engelse formal garden. Het is een diepe tuin, geflankeerd door opengewerkte muren tussen pilaren. In de vijver staat een Icarusbeeld, een geschenk van de officieren uit de staf van Prins Bernhard. Dit bronzen beeld werd in 1971 aangeboden aan de Prins en is gemaakt door beeldhouwer Stins. Het kostte fl 2600.
De rozen waren de lievelingen van mevrouw De Pesters. Zodra dat na de Eerste Wereldoorlog mogelijk was, heeft zij voor haar rozen speciale grond uit Schotland laten overkomen. Het prieel in de zuidwesthoek biedt uitzicht onder andere op de tuin en de villa. Verder zijn in de tuin een moestuin, bunker met zendmast en verbrandingsoventje te vinden. Het lager gelegen gebied zuid van de achtertuin is ontstaan door de eerder genoemde zandafgravingen.

## Natuurlijke gegevens

### Bosbeheer
Het huidige bosbeheer houdt rekening met de ecologische waarden. Dood stamhout wordt niet meer verwijderd. Ook dode bomen op stam blijven staan.

### Fauna
Op het landgoed zijn de bruine kikker te vinden en de gewone pad, 29 soorten broedvogels waarvan 14 zeldzaam (onder andere de groene specht die op de Rode Lijst van bedreigde en kwetsbare vogels in Nederland staat), de eekhoorn, konijn, das, rosse woelmuis, rosse vleermuis, ree, boommarter (Rode Lijst) en de vos.

## Trivia
- Tijdens de kabinetsformaties van 2006-'07, 2017, 2021-'22, 2023-'24 werd De Zwaluwenberg gebruikt als overleglocatie door de onderhandelende partijen.[1]
- In 2017 fungeerde De Zwaluwenberg als decor voor de interviewserie Kijken in de ziel, met medewerkers van Defensie.